# Maria Antonieta Murat
Maria Antonieta Murat(em francês: Marie Antoinette; Cahors, 5 de janeiro de 1793 - Sigmaringen, 19 de janeiro de 1847), foi uma nobre da Casa de Murat, sendo princesa de Murat por nascimento e princesa consorte de Hohenzollern-Sigmaringen por casamento.

## Família
Maria Antonieta era filha de Pierre Murat e de sua esposa, Louise d'Astorg, sendo sobrinha de Joaquim Murat, Rei de Nápoles de 1808 a 1815 e cunhado de Napoleão Bonaparte, dado ser casado com a sua irmã mais nova, Carolina Bonaparte.

## Casamento e descendência
Maria Antonieta casou, em 4 de fevereiro de 1808, em Paris, com Carlos, Príncipe de Hohenzollern-Sigmaringen, filho mais velho de António Aloísio, Príncipe de Hohenzollern-Sigmaringen e de sua mulher, a princesa Amália Zeferina de Salm-Kyrburg. Deste casamento nasceram quatro filhos:
- Anunciada Carolina Joaquina Antonieta Amália de Hohenzollern-Sigmaringen (6 de junho de 1810 – 21 de junho de 1885)[2]
- Carlos António, Príncipe de Hohenzollern-Sigmaringen (7 de setembro de 1811 – 2 de junho de 1885)[2]
- Amália Antonieta Carolina Adriana de Hohenzollern-Sigmaringen (30 de abril de 1815 – 14 de janeiro de 1841)[2]
- Frederica Guilhermina de Hohenzollern-Sigmaringen (24 de março de 1820 – 7 de setembro de 1906)[2]

## Títulos e tratamentos
- 5 de janeiro de 1793 a 4 de fevereiro de 1808: Maria Antonieta Murat, Princesa Murat
- 4 de fevereiro de 1808 a 1831: Sua Alteza Sereníssina a Princesa Herdeira de Hohenzollern-Sigmaringen
- 1831 a 19 de janeiro de 1847: Sua Alteza Sereníssima a Princesa de Hohenzollern-Sigmaringen.

## Ligações Externas
- Arvore geneológica dos príncipes de Hohenzollern-Sigmarigen (Séc. XVIII, XIX e XX)

## Fonte
- Este artigo foi inicialmente traduzido, total ou parcialmente, do artigo da Wikipédia em inglês cujo título é «Marie Antoinette Murat».